# 야에야마 (통보함)
야에야마(일본어: 八重山)는 오키나와현의 야에야마 제도에서 이름을 따온 일본 제국 해군의 통보함이다.

## 개요
1887년 요코스카 해군 조선소에서 기공하여 1890년에 준공했다. 8월 23일 제1종으로 지정되었다. 기관은 영국 호손 레슬리 사의 제품이다.
청일 전쟁에서 조선에 파견된 육군 부대의 상륙과 원호를 맡았고, 다롄, 뤼순, 웨이하이웨이 공략 작전 등에 참전했다.
1895년 10월 일본령이 된 타이완에서 저항한 중국인이 영국 상선 ‘테루스 호’로 도망치자 ‘아에야마’가 이들을 추적하는 과정에서 임시 검문을 실시한 사건이 일어났다. 문제는 이것이 공해상에서 벌어진 사건이었기 때문에, 영국의 항의를 받았고, 외무성은 해군에 책임자 처벌을 요구했다. 그 결과 함장이었던 히라야마 토지로 해군 대령과 상사였던 상비함대 사령장관 아리치 시나노조 해군 중장을 예비역에 편입하는 것으로 마무리 지었다.
1898년 8월 23일 통보함으로 분류되었다. 의화단의 난이 발발하자, 다구(大沽)에 파견되었다.
1902년 5월 1일 해방함 ‘무사시’가 폭풍으로 인해 네무로 만 입구에서 좌초했기 때문에, 구조 임무를 하던 중 5월 11일 폭풍으로 네무로 항 앗케시코 북방에서 좌초되었다. 9월 1일에 배가 떠오른 이후 10월부터 이듬해 6월까지 요코스카 조선 공장에서 수리 개조를 했다.
러일 전쟁 시에는 여순 공략 전략, 쓰시마 해전, 사할린 작전 등에 참가했다.
무선 통신이 존재하지 않았던 시대에는 빠른 속력을 살려 기지 간 연락과 정찰 임무 등을 하며 활약했지만, 통신 기술의 발전과 함께 그 역할을 마쳤고, 1911년 4월 1일에 퇴역하여, 이듬해 3월 23일에 매각되었다.

## 참고 자료
- 구레시 해군 역사과학관 엮음 『일본해군 함정사진집 – 순양함』 다이아몬드 사, 2005년
- 片桐大自 『연합함대 군함 명명전』 보급판, 光人社, 2003년
- 해군역사보존회 『일본해군사』 제7건, 제9권, 제10권, 第一法規出版, 1995년